# تام مک‌کلینتاک
تام مک‌کلینتاک (انگلیسی: Tom McClintock; زاده ۱۰ ژوئیهٔ ۱۹۵۶) نمایندهٔ حوزه انتخابیه چهارم کالیفرنیا از جمهوری‌خواه در مجلس نمایندگان ایالات متحده آمریکا است که برای نخستین‌بار در ۱۷ ژانویه ۲۰۰۹ میلادی به‌عضویت این مجلس درآمد.